# Villa Juárez (Sonora)
Villa Juárez – miasto w południowo-wschodniej części meksykańskiego stanu Sonora, siedziba władz gminy Benito Juárez. Miejscowość jest położona około 10 km od wybrzeża Zatoki Kalifornijskiej, na nizinie, na wysokości 14 m n.p.m. Bavispe leży około 300 km na południowy wschód od stolicy stanu Hermosillo. W 2010 roku ludność miejscowości liczyła 12 691 mieszkańców.
Miejscowość została założona w 1943 roku i nosiła nazwę Kolonia a od 1957 roku dekretem stanu Sonora została przemianowana na Villa Juárez
.